# Korenbeurs (Amsterdam)

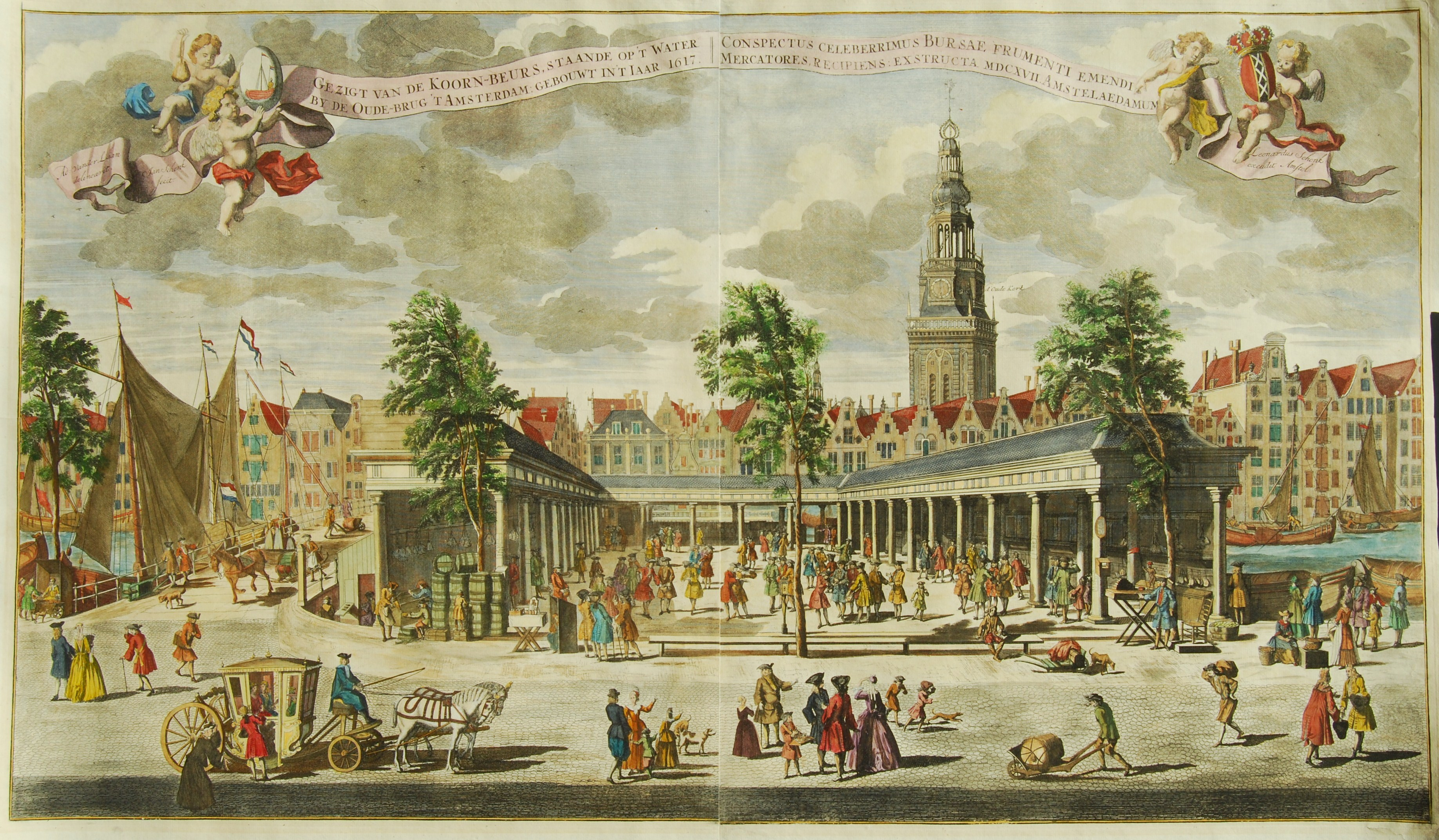
Gezigt van de Koorn-Beurs, staande op ‘t Water by de Oude-Brug 't Amsterdam, gebouwt in 't Jaar 1617. Gravure gedrukt van twee koperplaten vervaardigd tussen 1751 en 1766.

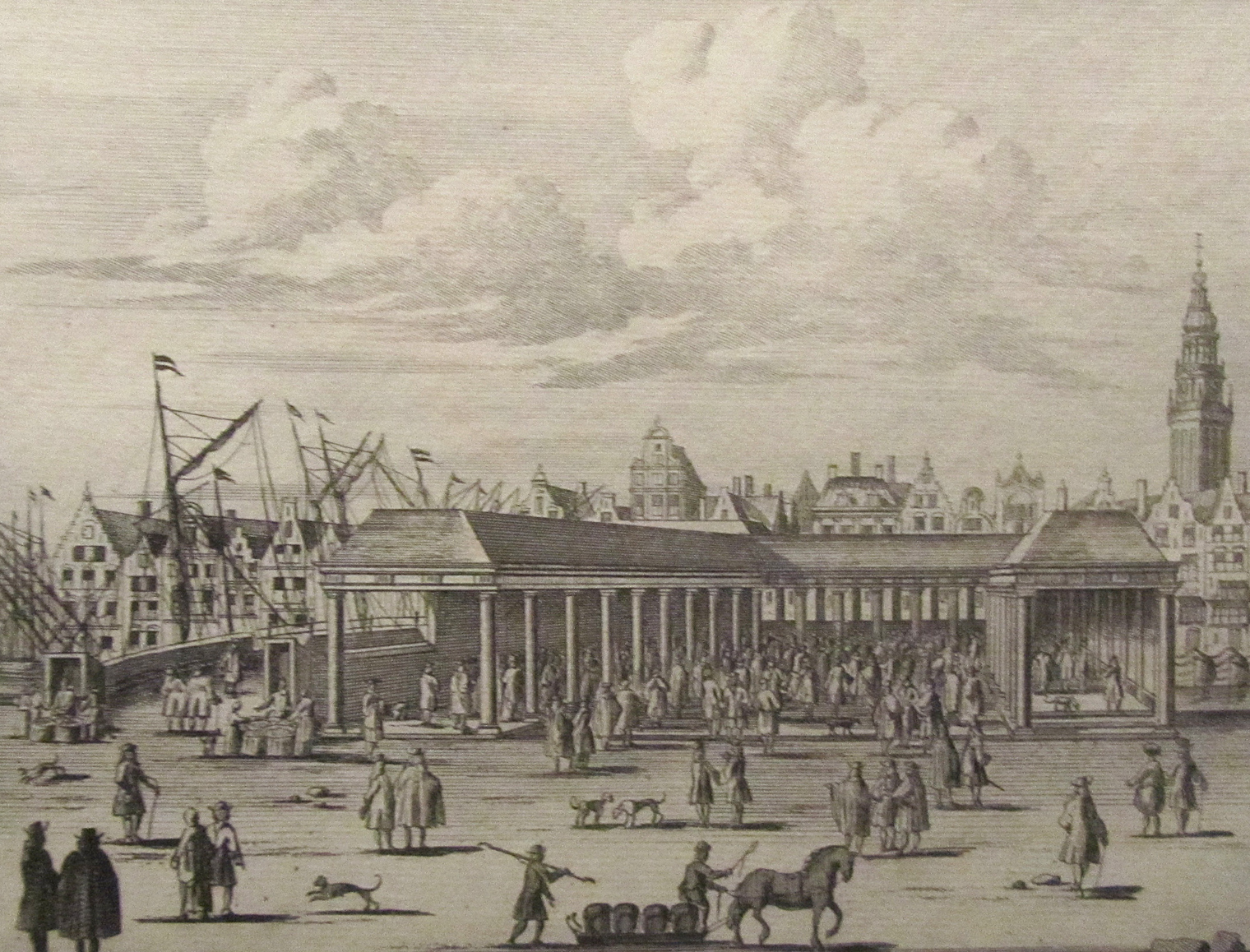
Afbeelding van de Korenbeurs uit ca. 1732

De Korenbeurs was een beursgebouw in Amsterdam waar graan verhandeld werd. Het 17e-eeuwse gebouw stond aan Nieuwezijde van het Damrak, ten zuiden van de Oude Brug, op de plek van de huidige Beurs van Berlage.

## Beschrijving
In de Korenbeurs werd het graan dat per schip uit de landen rond de Oostzee werd ingevoerd (vooral Polen, Oost-Pruisen en Lijfland) doorverkocht aan handelaren uit heel Europa (zie verder moedernegotie). Tegen de muren van de galerijen stonden kistjes die monsters van het graan bevatten. Nadat een graanpartij was verkocht, zorgden de korenmeters en korenzetters ervoor dat het graan verdeeld werd via door de gildes vastgestelde standaardmaten.
De beurs was het centrale bouwwerk van een reeks gebouwen die in de eerste helft van de 17e eeuw in Amsterdam werden neergezet voor de bloeiende handel in onder meer graan, waardoor Amsterdam zich in de Gouden Eeuw tot de stapelplaats van Europa ontwikkelde. Aan Oudezijde van het Damrak, tegenover de Korenbeurs, werd in 1637/1638 het nog bestaande Accijnshuis gebouwd, ter vervanging van het eerdere Stads-Excijns-Huis op dezelfde plek. Hier werden invoerrechten betaald op handelswaar als graan, bier, turf en kolen. Ook stond bij de Oude Brug een houten huisje voor de korenmeters, in 1620 vervangen door een nieuw gildehuis, het nog bestaande Korenmetershuisje aan de Nieuwezijds Kolk.

## Geschiedenis
De Korenbeurs werd in 1616/1617 gebouwd naar een ontwerp van stadstimmerman Hendrick Jacobsz. Staets, die ook medeontwerper was van de Noorderkerk en de grachtengordel van Amsterdam. Het simpele gebouw bestond uit een binnenplaats omgeven aan drie kanten door een houten galerij met pilaren. De galerijen hadden een eenvoudig dak, geen verdieping en geen toren, en de pilaren waren niet verbonden door gemetselde bogen. Graanschepen konden bij de galerij aan de waterkant afmeren. Dit gedeelte van het gebouw lag deels over het water heen.
In 1768 werd de beurs herbouwd in steen. Het gebouw bleef staan tot het in 1884 werd afgebroken, een jaar na de demping van het deel van het Damrak tussen de Papenbrugsteeg en de Oude Brug in 1883.